# Tadeusz Kolasiński (oficer lekarz)
Tadeusz Henryk Kolasiński (ur. 28 października 1874 w Bolechowie, zm. 6 grudnia 1939 w Sanoku) – doktor wszech nauk lekarskich, podpułkownik lekarz służby zdrowia Wojska Polskiego.

## Życiorys
Tadeusz Henryk Kolasiński urodził się 28 października 1874 w Bolechowie. Był synem Tomasza (adwokat, c. k. radca wyższego sądu krajowego, zm. w czerwcu 1910 w Bolechowie w wieku 69 lat) i Marii oraz bratem Anny (zm. 1920, żona sędziego w Samborze, Władysława Józefa Donichta).
Od końca lat 80. uczył się w C. K. Gimnazjum Arcyksiężniczki Elżbiety w Samborze, gdzie w 1893 ukończył ostatnią VIII klasę. Od 1893 do 1898 odbył studia medyczne na Uniwersytecie Jagiellońskim. Na tej uczelni w czerwcu 1904 uzyskał stopień doktora wszech nauk lekarskich. Był lekarzem internistą i specjalizował się w chorobach wewnętrznych. Około 1905/1906 figurował na liście lekarzy w Krakowie. Od 1 października 1905 do 30 listopada 1909 był asystentem w ogrodzie botanicznym w ramach Zakładu Chemicznego II na Wydziale Filozoficznym Uniwersytetu Jagiellońskiego.
Rozpoczął służbę wojskową w c. k. Obronie Krajowej. Został awansowany na stopień zastępcy asystenta lekarza w grupie nieaktywnych z dniem 16 grudnia 1909. W tym roku był oficerem przydzielonym do 16 pułku piechoty Obrony Krajowej w Krakowie. Jako oficer tej jednostki na początku czerwca 1910 został mianowany przez Franciszka Józefa na stopień nadlekarza (Oberarzt) z dniem 1 czerwca 1910. Potem służył jako lekarz w 24 pułku piechoty Obrony Krajowej w Wiedniu w 1911, a później w 37 pułku piechoty Obrony Krajowej w Gravosa. Wiosną 1912 jako starszy lekarz został mianowany na stopień lekarza pułkowego (Regimentsarzt) z dniem 1 maja 1912. Podczas I wojny światowej do 1918 nadal pozostawał oficerem 37 pułku piechoty (od 1917 jako 37 Schützen-Regimenter Gravosa). Według stanu z czerwca 1916 był przydzielony z tej jednostki do batalionu piechoty 11/70. Na początku września 1917 informowano w prasie, że przybywa ranny w szpitalu obrony krajowej w Linzu.

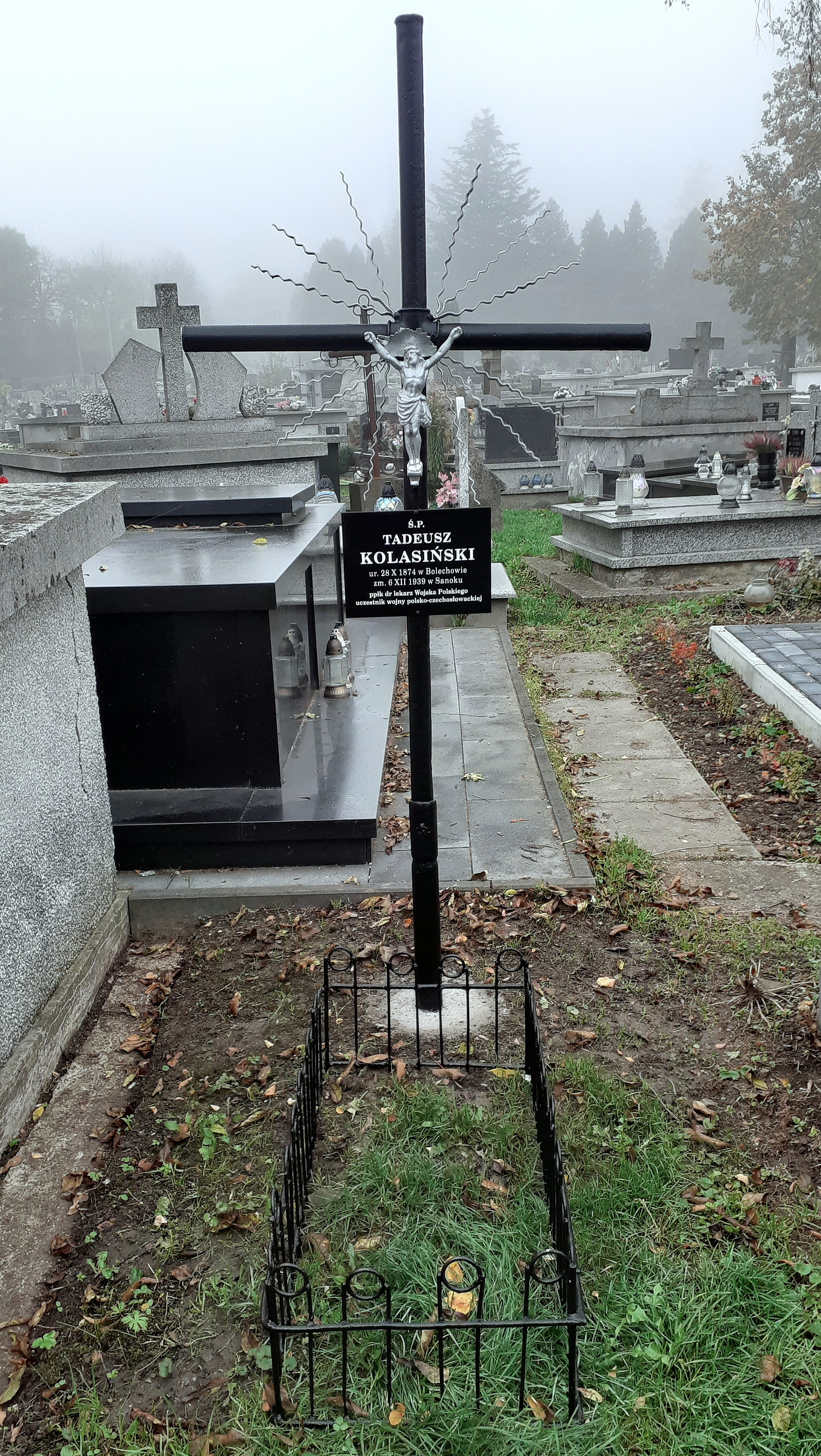
Grób Tadeusza Kolasińskiego po oznaczeniu jesienią 2022

Po odzyskaniu przez Polskę niepodległości wstąpił do Wojska Polskiego. W stopniu kapitana służył w szpitalu załogi w Cieszynie podczas wojny polsko-czechosłowackiej, trwającej na przełomie stycznia i lutego 1919. Po najeździe Czechów wraz z częścią załogi szpitala wycofał się do Skoczowa, gdzie mieściło się Dowództwo Frontu. Podczas walk nad Wisłą kierował rodzajem szpitala polowego, zorganizowanym w szkole w Skoczowie. Po zawieszeniu broni i wkroczeniu wojsk polskich do Cieszyna był następcą ppłk. dr. Oktawiana Leliwy-Pileckiego na stanowisku komendanta szpitala, a potem sam został zastąpiony przez kpt. dr. Kazimierza Woynarowskiego. Formalnie został przyjęty do Wojska Polskiego dekretem Naczelnego Wodza Józefa Piłsudskiego z 6 lutego 1919 i zatwierdzony w randze kapitana lekarza. Później został awansowany na stopień podpułkownika lekarza w korpusie oficerów sanitarnych ze starszeństwem z dniem 1 czerwca 1919. W pierwszej połowie lat 20. był oficerem nadetatowym 10 batalionu sanitarnego w Przemyślu, a w 1924 pełnił funkcję starszego lekarza 38 pułku piechoty w tym samym mieście. Później został przeniesiony w stan spoczynku. Do połowy lat 20. zamieszkiwał w Przemyślu, skąd przeniósł się wówczas do Sanoka i tam osiadł na kolejne lata jako emerytowany oficer. W 1934 jako podpułkownik lekarz korpusu oficerów sanitarnych w stanie spoczynku był w kadrze zapasowej oficerów administracji i sanitarnych 10 Szpitala Okręgowego i był wówczas przydzielony do Powiatowej Komendy Uzupełnień Sanok. Był lekarzem w Sanoku do końca istnienia II Rzeczypospolitej w 1939.
W 1924 ofiarował do działu przyrody Muzeum Towarzystwa Przyjaciół Nauk w Przemyślu zbiory śluzowców znalezione w lasach sanockich. W Sanoku zamieszkiwał przy ulicy Bartosza Głowackiego 8. Zmarł w tym mieście 6 grudnia 1939. Został pochowany na cmentarzu przy ulicy Jana Matejki w Sanoku.

## Odznaczenia
- Medal Pamiątkowy za Obronę Śląska Cieszyńskiego[25]

austro-węgierskie
- Krzyż Kawalerski Orderu Franciszka Józefa z dekoracją wojenną na wstążce Krzyża Zasługi Wojskowej (1916)[23][39][40][22]
- Krzyż Pamiątkowy Mobilizacji 1912–1913 (przed 1914)[19]